# Narol (gromada)
Narol – dawna gromada, czyli najmniejsza jednostka podziału terytorialnego Polskiej Rzeczypospolitej Ludowej w latach 1954–1972.
Gromady, z gromadzkimi radami narodowymi (GRN) jako organami władzy najniższego stopnia na wsi, funkcjonowały od reformy reorganizującej administrację wiejską przeprowadzonej jesienią 1954 do momentu ich zniesienia z dniem 1 stycznia 1973, tym samym wypierając organizację gminną w latach 1954–1972.
Gromadę Narol z siedzibą GRN w Narolu (wówczas wsi) utworzono – jako jedną z 8759 gromad na obszarze Polski – w powiecie lubaczowskim w woj. rzeszowskim na mocy uchwały nr 26/54 WRN w Rzeszowie z dnia 5 października 1954. W skład jednostki wszedł obszar dotychczasowej gromady Narol ze zniesionej gminy Narol Miasto oraz obszary dotychczasowych gromad Narol Wieś, Lipsko, Huta Stara i Kadłubiska (bez przysiółka Chyże) wraz z przysiółkiem Dębiny z dotychczasowej gromady Wola Wielka i przysiółkiem Złomy z dotychczasowej gromady Łówcza – ze zniesionej gminy Lipsko w tymże powiecie. Dla gromady ustalono 27 członków gromadzkiej rady narodowej.
Gromada przetrwała do końca 1972 roku, czyli do kolejnej reformy gminnej. 1 stycznia 1973 w powiecie lubaczowskim powstała współczesna gmina Narol (funkcjonująca do 1954 gmina Narol Miasto składała się z samego Narola).